# Колапс: як українці зруйнували Імперію Зла (документальний серіал)
Колапс: як українці зруйнували Імперію Зла — документальний серіал суспільного телеканалу  UA: Перший , який відкриває подробиці, які були засекречені впродовж десятиліть. Автор ідеї — Ярослав Лодигін, режисер — Сергій Лисенко, сценарист — Олександр Зінченко, продюсери проекту — Віталій Шереметьєв, Oльга Брегман, Іріна Буднова, Сергій Недзельскій, Ярослав Лодигін. Серіал розповідає про вихід України з СРСР та роль українців у розпаді Імперії Зла. Це чи не перша спроба показати повністю українську точку зору без наративів будь-якої іноземної держави.
Телевізійна прем'єра серіалу відбулася 23 серпня 2021 року. 23 серпня на телеканалі UA: ПЕРШИЙ, починаючи із 17:00, в вийшло чотири серії підряд. А 24 серпня із 18:00 — ще три.

## Синопсис
«Колапс: як українці зруйнували імперію зла [Архівовано 6 серпня 2021 у Wayback Machine.]» — це найповніша, за словами авторів, розповідь про історію того, як проголошення Україною незалежності унеможливило подальше існування СРСР.
У проєкті показано таємні документи ЦРУ та КДБ, які ніколи раніше не залучалися для опису цих подій, свідчення учасників та свідків подій, які ніколи не співвідносилися між собою, дані американських, українських, російських та польських політиків й істориків, які ніколи не говорили про події 1991 року настільки докладно. Через 30 років після розпаду імперії зла ми маємо доступ до колись таємних документів КДБ і ЦРУ, спогадів тих, хто приймав рішення, і тих, хто був безпосереднім свідком та учасником масових процесів, які охопили терени цілого СРСР. Однак на сьогодні нема жодного фільму, який би усебічно й повно показали розпад СРСР. Зазвичай його описують москвоцентрично, залишаючи в тіні ключові процеси, які насправді спричинили колапс Імперії Зла. Ці події відбулися не в Москві. Цей проєкт став першою спробою популярно розказати про те, як українці зруйнували Імперію Зла.

## Виробництво
Виробництвом серіалу займається команда кінематографістів-документалістів з «Esse Production House», які отримали міжнародне визнання — приз «Кришталевий ведмідь» 71-го Берлінале.
Автором сценарію серіалу є письменник та історик Олександр Зінченко. Режисером став Сергій Лисенко, який знімав український історичний бойовик «Екс». Оператори — Сергій Михальчук (лауреат кінофестивалів у Берліні й Сан-Себастьяні, зняв фільми «Мамай», «Поводир», «Екс», «Дике поле») та Дмитро Санін («Тільки диво»)

## Герої
- Леонід Кравчук — перший президент України.
- Оксана Забужко — письменниця, поетеса.
- Лех Валенса — президент Польщі в 1990—1995 роках.
- Віталій Портников — журналіст, публіцист, письменник. Один з перших парламентських кореспондентів у СРСР, з 1991 року співпрацює з «Радіо Свобода».
- Надія і Роберт Макконнелл — одні з головних лобістів підтримки незалежності України в США.
- Сергій Плохій — історик, професор української історії в Гарвардському університеті, де він також обіймає посаду директора Гарвардського українського наукового інституту. Один з провідних спеціалістів з історії Східної Європи.
- Юрій Костенко — український політик, народний депутат чотирьох скликань.
- Марія Бурмака — українська співачка, учасниця фестивалю «Червона рута» 1989 року.
- Євген Кисельов — журналіст, політичний оглядач.
- Євген Марчук — перший голова Служби безпеки України. До цього — член уряду УРСР.
- Адам Міхнік — польський дисидент, журналіст і видавець. Соратник Леха Валенси.
- Катерина Ющенко — економістка, дружина третього президента України Віктора Ющенка.
- Микола Вересень — журналіст і телеведучий. 1991 року після провалу ГКЧП й прийняття Акта проголошення незалежності України підійняв синьо-жовтий прапор над будівлею нинішньої Адміністрації Президента.
- Віктор Пинзеник — економіст, науковець, політик. Народний депутат України шести скликань.
- Марта Дичок — канадська науковиця українського погодження.
- Артемій Троїцький — російський журналіст і музичний критик.
- Геннадій Бурбуліс — російський політик, брав участь у підписанні Біловезьких угод з боку Росії.
- Володимир Філенко — український політик, народний депутат чотирьох скликань.

## Епізоди
Серіал складається з 7 серій. По суті, одна серія — це один день. Остання серія описує події, які відбувалися протягом приблизно пів року. У кожну серію також закладена одна з вагомих причин розпаду СРСР та проголошення Україною незалежності. Економічні причини. Міжнародний контекст. Наприклад, ефект доміно, який спрацював у Центральній та Східній Європі у 1989—1991 роках. Чи був якийсь вплив Польщі на Україну? Що запустило ланцюгову реакцію в Україні? Це був бурхливий каскад подій.
Авторам вдалося віднайти втрачений запис засідання Верховної ради України 24 серпня 1991 року.
Назви серій:
1. «День страху»
2. «Ніч гніву».
3. «Без ейфорії».
4. «Дефолт».
5. «Ефект Доміно».
6. «Незалежність».
7. «На межі ядерної війни. Колапс на Різдво»[11].

## Показ
До Дня незалежності 2021 серіал показали на Суспільному телебаченні.